# 中谷幸弘
中谷 幸弘（なかや ゆきひろ、1945年1月 - ）は、日本の物理学者。跡見学園女子大学文学部人文学科教授。理学修士。

## 略歴
- 1968年3月東京理科大学理学部第一部物理学科卒業
- 1971年3月同大大学院理学研究科修士課程修了、理学修士
- 1977年3月同大大学院理学研究科博士課程単位取得満期退学
- 1983年4月跡見学園女子大学文学部専任講師
- 1987年4月同助教授、東京理科大理工学部物理学科非常勤講師
- 1992年4月跡見学園女子大学文学部教授(情報科学、数学、統計学他担当)
- 2003年4月同学部長。

## 主な著書
- 『理工学辞典』(共同執筆) （日刊工業新聞社、1996年） ISBN 4526038245

## 主な所属学会
- 日本物理学会
- 日本金属学会
- 情報処理学会
- 情報文化学会
- パソコン利用技術学会（理事）